# Vecdi Gönül
Mehmet Vecdi Gönül (prononcé [veʤ'di gø'nyl], né le 29 novembre 1939 à Erzincan en Turquie) est un homme politique turc. 
- Il a été gouverneur de Kocaeli (1976-1977), d'Ankara (1979-1980) et d'İzmir (1984-1988) et membre cofondateur du Conseil de l’enseignement supérieur (YÖK) (1981-1984 et 1988-1991),
- Il a été directeur général de la sécurité (1977-1978),
- Il a été premier président de la Cour des Comptes de Turquie (1991-1998) et vice-président de la Grande Assemblée nationale de Turquie (1999-2001),
- Il a été ministre de la Défense de la Turquie du 18 novembre 2002 au 6 juillet 2011.
- Il est ministre de la Défense de la Turquie du 3 juillet 2015 au 24 novembre 2015

Il est membre du Parti de la justice et du développement.